# Muslimska guldåldern

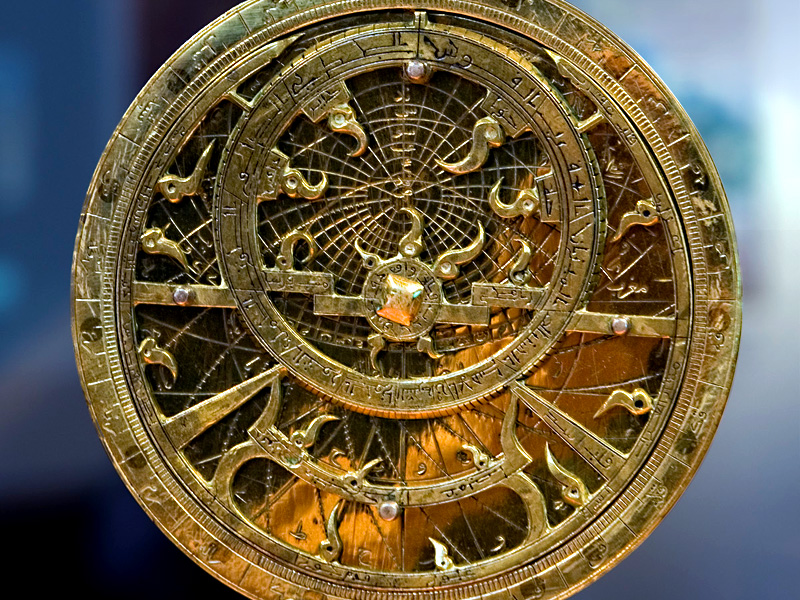
Förbättringar av instrumentet Astrolabium var ett av framstegen under den muslimska guldåldern.

Den muslimska guldåldern eller den islamiska guldåldern är en period som anses som den islamiska civilisationens vetenskapliga storhetstid och som varade i drygt 500 år mellan cirka 750 och 1250, motsvarande tiden för det Abbasidiska kalifatet. 
Det muslimska rikets expansion på 600- och 700-talen e. Kr. ledde till en gynnsam ekonomisk utveckling och framväxten av en väl utvecklad civilisation som var ett multireligiöst, mångkulturellt och multietniskt samhälle. Forskare med olika trosuppfattningar arbetade under denna tid tillsammans inom ett geografiskt område som sträckte sig från Spanien till Kina.  Epoken anses ha avslutats genom Mongolväldets anfall mot Abbasidkalifatet och Bagdads fall 1258.

## Historik
Genom det islamiska rikets expansion kom muslimerna i kontakt med ett stort antal civilisationer och högkulturer. Arabernas utbredning stannade inte vid politiskt och militärt och ekonomiskt herravälde, utan omfattade även vetenskapliga utbyten. Muslimernas vetenskapliga framsteg tycks ha berott på att de lyckades skapa en balans mellan tro och vetande. Detta gjorde det möjligt för muslimska lärda att utnyttja de andra kulturernas bildningsarv samt deras kunskaper inom administration och förvaltning. Under denna tid framträdde en rad muslimska teologer och filosofer, som hade tagit intryck av grekiska filosofer. De underströk förnuftets och vetenskapens värde för förståelsen av religionens grundläggande principer.
Framväxten av en materiellt och kulturellt välutvecklad civilisation medförde att ett stort antal vetenskapliga institutioner och lärdomscentra grundades. Muslimska härskare underhöll vetenskapsmän i sina palats och ställde stora bibliotek, astronomiska observatorier och liknande institutioner till deras förfogande. Ett stort antal verk översattes från grekiska, persiska och andra språk till arabiska och bidrog på så sätt till att en stor del av den tidens samlade lärdom blev tillgänglig för muslimska tänkare.
Det medeltida kristna Europa hade mycket att lära av muslimernas vetenskapliga och filosofiska kompetens. Denna blev utgångspunkten för europeiska tänkare som lade grunden för den vetenskapliga revolutionen under 1600-talet. Européerna byggde upp en ny världsbild med nya kritiska och experimentella metoder vars förebilder hämtades från den muslimska lärda traditionen. Denna utveckling kunde ha gått betydligt långsammare eller fått ett annorlunda förlopp om inte muslimernas vetenskapliga och filosofiska arv blivit tillgänglig för européerna.